# Second Division (Sudafrica)
La Second Division, denominata ABC Motsepe League per motivi di sponsorizzazione, è il terzo livello del sistema calcistico in Sudafrica. La competizione è stata istituita nel 1998 ed è regolata dalla SAFA. Fino al 2012 è stata sponsorizzata dalla società di telecomunicazioni mobili Vodacom.

## Formula
Attualmente comprende 144 squadre distribuite in 9 gironi provinciali da 16 squadre: Eastern Cape, Free State, KwaZulu-Natal, Northern Cape, Western Cape, Gauteng, Limpopo, Mpumalanga e North West. Il vincitore di ogni girone si qualifica ai play-off per la promozione. In questa fase i vincitori compongono due mini-leghe (entroterra e costa) i quali esprimeranno le due promozioni nella National First Division. In ciascuna provincia, le due squadre con il punteggio più basso alla fine della stagione, sono retrocesse nell'U21 SAB Regional League, che in cambio promuoverà i due vincitori dei play-off dei campionati regionali.
In Sudafrica, a tutti i club è consentito di partecipare alle divisioni inferiori con squadre giovanili (U19/U21) e/o una squadra riserve. Se un club sceglie di schierare tali squadre, le squadre U19 inizieranno nella quinta divisione, la SAFA U19 National League, mentre le squadre U21 o le squadre riserve inizieranno dalla quarta divisione U21 SAB Regional League. Se una squadra U19 conquistasse la promozione nell'U21 SAB Regional League o nella Second Division, questa promozione sarebbe pienamente accettata. Nonostante ciò, nessun club ha comunque il diritto di schierare due squadre allo stesso livello, e la regola 4.6.4 del regolamento SAFA stabilisce che se il club madre gioca nella National First Division o nella Premier Division, allora il livello più alto a cui queste squadre giovanili/riserve potranno competere sarà la Second Division. In questo caso, se una di queste squadre dovesse conquistare la propria divisione regionale, il posto dei playoff andrebbe alla seconda classificata nella regione stessa.

## Storia
Nel marzo 2014, la Fondazione Motsepe ha firmato un accordo quinquennale per i diritti di denominazione della competizione per un valore di 40 milioni di rand. Patrice Motsepe ha nominato la competizione in onore del defunto padre, Augustine Butana Chaane Motsepe.
Nelle stagioni dal 1998 al 2003, le quattro migliori squadre della Vodacom League, determinate dai playoff annuali tra i vincitori e i secondi classificati delle 9 province del Sudafrica, hanno ottenuto la promozione per la National First Division . Il sistema dei playoff ha diviso le squadre in un Inland Stream e un Coastal Stream, dove le due migliori squadre di ogni stream hanno ottenuto la promozione.
Nelle stagioni successive al 2003, il numero di squadre promosse annualmente è sceso a 2. Il concetto del sistema di playoff, tuttavia, è rimasto lo stesso, per quanto riguarda la divisione delle squadre in un Coastal Stream e un Inland Stream, ma ora ovviamente solo per premiare il vincitore di entrambi i flussi con la promozione. Entrambe le squadre promosse si incontreranno infine anche per giocare la finale generale, dove è in palio il trofeo del campionato generale.

## Gironi provinciali
Entroterra
     Costa

Mappa delle 9 divisioni della Second Division.
Entroterra
Costa

Il girone costiero comprende Eastern Cape, Free State, KwaZulu-Natal, Northern Cape, Western Cape; mentre quello dell'entroterra: Gauteng, Limpopo, Mpumalanga e Nord Ovest. Fino all'agosto del 2008, la provincia dello Stato libero confluiva nel girone dell'entroterra.

### Vincitori

#### Eastern Cape
| Stagione | Primo            | Secondo             |
| -------- | ---------------- | ------------------- |
| 1998–99  |                  |                     |
| 1999–00  | Blackburn Rovers |                     |
| 2000–01  | PE Technikon     | PE Tigers           |
| 2001–02  | Blackburn Rovers | PE Tigers           |
| 2002–03  | UPE-FCK          | Blackburn Rovers    |
| 2003–04  |                  |                     |
| 2004–05  |                  |                     |
| 2005–06  |                  |                     |
| 2006–07  | Lion City        |                     |
| 2007–08  | Bush Bucks       | Matat Professionals |
| 2008–09  | Blackburn Rovers |                     |
| 2009–10  | Blackburn Rovers | Tornado             |
| 2010–11  | Buffalo          | Tornado             |
| 2011–12  | Tornado          |                     |
| 2012–13  |                  |                     |
| 2013–14  |                  |                     |
| 2014–15  |                  |                     |
| 2015–16  | Tornado          | Lion City           |
| 2016–17  | EC Bees          | Future Tigers       |
| 2017–18  | Tornado          | EC Bees             |
| 2018–19  | Tornado          | Mthatha Bucks       |

#### Kwazulu-Natal
| Stagione | Primo               | Secondo                |
| -------- | ------------------- | ---------------------- |
| 1998–99  |                     |                        |
| 1999–00  |                     |                        |
| 2000–01  | Nathi Stars         | Leeds United           |
| 2001–02  | Moja United         | Greenpoint Vultures    |
| 2002–03  | Nathi Stars         | Italian Juventus       |
| 2003–04  |                     |                        |
| 2004–05  |                     |                        |
| 2005–06  |                     |                        |
| 2006–07  | Abaqulusi           |                        |
| 2007–08  | Island              | Rangers                |
| 2008–09  | Newcastle Sicilians |                        |
| 2009–10  | Island              | African Wanderers      |
| 2010–11  | Durban Stars        | Sobantu Shooting Stars |
| 2011–12  | Maritzburg City     |                        |
| 2012–13  |                     |                        |
| 2013–14  |                     |                        |
| 2014–15  | Maluti FET College  |                        |
| 2015–16  | Kings United        | Uthongathi             |
| 2016–17  | Uthongathi          | Umvoti                 |
| 2017–18  | Umvoti              | Milford                |
| 2018–19  | Summerfield Dynamos | Happy Wanderers        |

#### Northern Cape
| Stagione | Primo                                  | Secondo                                       |
| -------- | -------------------------------------- | --------------------------------------------- |
| 1998–99  |                                        |                                               |
| 1999–00  | Glenville                              |                                               |
| 2000–01  | William Prescod                        | Louisvale Pirates                             |
| 2001–02  | Young Pirates                          | Louisvale Pirates                             |
| 2002–03  | Dalton Brothers                        | Olympics                                      |
| 2003–04  |                                        |                                               |
| 2004–05  |                                        |                                               |
| 2005–06  |                                        |                                               |
| 2006–07  | Kakamas Cosmos                         |                                               |
| 2007–08  | William Pescod                         | Louisvale Pirates                             |
| 2008–09  | Real Madrid                            |                                               |
| 2009–10  | Kakamas Sundowns                       | Wings United                                  |
| 2010–11  | Real Madrid                            | Steach United                                 |
| 2011–12  | Morester Jeug                          |                                               |
| 2012–13  |                                        |                                               |
| 2013–14  |                                        |                                               |
| 2014–15  |                                        |                                               |
| Season   | Girone A                               | Girone B                                      |
| 2015–16  | 1. Morester Jeug 2. Olympics           | 1. Colville United 2.Kuruman Kicks FC         |
| 2016–17  | 1. Mainstay United 2. Rasta Far Eagles | 1. Magareng Young Stars FC 2. Colville United |
| 2017–18  | 1. Hungry Lions 2. Olympics            | 1. Magareng Young Stars 2. United Rovers      |
| 2018–19  | 1. Hungry Lions 2. Tornado             | 1. United Rovers 2. Colville United           |

#### Western Cape
| Stagione | Primo                  | Secondo          |
| -------- | ---------------------- | ---------------- |
| 1998–99  |                        |                  |
| 1999–00  |                        |                  |
| 2000–01  | Vasco da Gama          | Juventus         |
| 2001–02  | Juventus               | Rygersdal Aces   |
| 2002–03  | Vasco da Gama          | Clyde Pinelands  |
| 2003–04  |                        |                  |
| 2004–05  |                        |                  |
| 2005–06  |                        |                  |
| 2006–07  | Hanover Park           |                  |
| 2007–08  |                        | Soweto Panthers  |
| 2008–09  | Steenberg United       |                  |
| 2009–10  | Mitchells Plain United | Milano United    |
| 2010–11  | Chippa United          | Milano United    |
| 2011–12  | Milano United          |                  |
| 2012–13  | Cape Town All Stars    |                  |
| 2013–14  | Cape Town All Stars    |                  |
| 2014–15  | Glendene United        |                  |
| 2015–16  | Steenberg United       | Glendene United  |
| 2016–17  | Zizwe United           | Steenberg United |
| 2017–18  | Steenberg United       | The Magic        |
| 2018–19  | Steenberg United       | The Magic        |

### Costa / Entroterra
La Free State fece parte dell'Entroterra dal 1998 al 2008, per poi trasferirsi nella Costa nelle stagioni successive.

#### Free State
| Stagione | Primo                  | Secondo                   |
| -------- | ---------------------- | ------------------------- |
| 1998–99  |                        |                           |
| 1999–00  | City Drifters          |                           |
| 2000–01  | Welkom Stars           | Maholosiane               |
| 2001–02  | Maholosiane            | Roses United              |
| 2002–03  | Roses United           | Dikoena                   |
| 2003–04  | Kroonstad Rovers       |                           |
| 2004–05  | Motheo United Warriors |                           |
| 2005–06  | Black Mambas           |                           |
| 2006–07  | African Warriors       |                           |
| 2007–08  | Carara Kicks           | Mafube United             |
| 2008–09  | United                 |                           |
| 2009–10  | Roses United           | Maluti Fet College        |
| 2010–11  | Roses United           | Botshabelo                |
| 2011–12  | Roses United           | Maluti TVET College       |
| 2012–13  | Maluti FET College     |                           |
| 2013–14  | Sibanye Golden Stars   | Bubchu United             |
| 2014–15  | Roses United           | Super Eagles              |
| 2015–16  | Manco Milano           | Mangaung Unite            |
| 2016–17  | Super Eagles           | Harmony                   |
| 2017–18  | Mangaung Unite         | Bloemfontein Young Tigers |

### Entroterra

#### Gauteng
| Stagione | Primo             | Secondo                   |
| -------- | ----------------- | ------------------------- |
| 1998–99  |                   |                           |
| 1999–00  |                   |                           |
| 2000–01  | Mamelodi Juventus | Mandel Kings              |
| 2001–02  | Ennerdale Arcadia | BK Callies                |
| 2002–03  | Arcadia Shepherds | Luso Africa               |
| 2003–04  |                   |                           |
| 2004–05  | P.J Stars         |                           |
| 2005–06  | Yebo Yes United   |                           |
| 2006–07  | Yebo Yes United   |                           |
| 2007–08  | M Tigers          |                           |
| 2008–09  | Lusitano          |                           |
| 2009–10  | FC AK             | M Tigers                  |
| 2010–11  | Highlands Park    | Blackpool                 |
| 2011–12  | The Vardos        |                           |
| 2012–13  | The Vardos        |                           |
| 2013–14  | Highlands Park    |                           |
| 2014–15  | African All Stars |                           |
| 2015–16  | JDR Stars         | Alexandra United          |
| 2016–17  | Maccabi           | Orange Vaal Professionals |
| 2017–18  | Maccabi           | JDR Stars                 |

#### Limpopo
| Stagione | Primo        | Secondo                       |
| -------- | ------------ | ----------------------------- |
| 1998–99  |              |                               |
| 1999–00  |              |                               |
| 2000–01  | Sisterpark   | Winnerspark                   |
| 2001–02  | Winnerspark  | Gesane Arsenal                |
| 2002–03  | Winnerspark  | Gesane Arsenal                |
| 2003–04  |              |                               |
| 2004–05  |              |                               |
| 2005–06  |              |                               |
| 2006–07  | Mokopane     |                               |
| 2007–08  | Classic      | The Dolphins                  |
| 2008–09  | Peace Lovers |                               |
| 2009–10  | Peace Lovers | Limpopom United               |
| 2010–11  | Baroka       | Winners Park                  |
| 2011–12  | Baroka       |                               |
| 2012–13  | Baroka       |                               |
| 2013–14  | Magezi       |                               |
| 2014–15  | Magezi       |                               |
| 2015–16  | Magezi       | The Dolphins                  |
| 2016–17  | The Dolphins | Bellevue Village Winners Park |
| 2017–18  | The Dolphins | Boyne Tigers                  |
| 2018–19  | Madridtas    | Mikhado                       |

#### Mpumalanga
| Stagione | Primo                | Secondo              |
| -------- | -------------------- | -------------------- |
| 1998–99  |                      |                      |
| 1999–00  |                      |                      |
| 2000–01  | Green Nation         | Ferrometals          |
| 2001–02  | People's Bank Spurs  | Sporting             |
| 2002–03  | Sporting             | Home Defenders       |
| 2003–04  |                      |                      |
| 2004–05  | Witbank Spurs        |                      |
| 2005–06  |                      |                      |
| 2006–07  | MP Black Aces        |                      |
| 2007–08  | Barberton City Stars | Batau Killers        |
| 2008–09  | Batau                |                      |
| 2009–10  | Mologadi             | Barberton City Stars |
| 2010–11  | Sivutsa Stars        | Mighty Mega Force    |
| 2011–12  | Batau                |                      |
| 2012–13  |                      |                      |
| 2013–14  |                      |                      |
| 2014–15  |                      |                      |
| 2015–16  | Appolo XI            | Acornbush United     |
| 2016–17  | Acornbush United     | TS Galaxy            |
| 2017–18  | TS Sporting          | Mlambo Royal Cubs    |

#### North west
| Season  | Winner                   | Runner-Up                |
| ------- | ------------------------ | ------------------------ |
| 1998–99 |                          |                          |
| 1999–00 |                          |                          |
| 2000–01 | Mafikeng City            | Western Aces             |
| 2001–02 | Leicester City           | Western Aces             |
| 2002–03 | Kanana Stars             | Anderlecht               |
| 2003–04 |                          |                          |
| 2004–05 |                          |                          |
| 2005–06 | Ga-Rankuwa United        |                          |
| 2006–07 | Madibogopan Blizzards    |                          |
| 2007–08 | City of Matlosane F.C.   | Mothupi Birds F.C.       |
| 2008–09 | RNB 54                   |                          |
| 2009–10 | Ga-Rankuwa United        | City of Matlosana United |
| 2010–11 | Ga-Rankuwa United        | North West Shining Stars |
| 2011–12 | Soshanguve Sunshine      |                          |
| 2012–13 |                          |                          |
| 2013–14 | North West Shining Stars |                          |
| 2014–15 | North West Shining Stars |                          |
| 2015–16 | Orbit College FC         | Polokwane City Rovers FC |
| 2016–17 | Buya Msuthu FC           | Polokwane City Rovers FC |
| 2017–18 | Buya Msuthu FC           | Polokwane City Rovers FC |

## Albo d'oro
- 1998-1999:
- 1999-2000:
- 2000-2001:
- 2001-2002:
- 2002-2003:
- 2003-2004:  University of Pretoria
- 2004-2005:  Witbank Spurs
- 2005-2006:  OR Tambo Cosmos
- 2006-2007:  African Warriors
- 2007-2008:  Vasco da Gama
- 2008-2009:  United
- 2009-2010:  AK
- 2010-2011:  Chippa United
- 2011-2012:  Roses United
- 2012-2013:  Baroka
- 2013-2014:  All Stars
- 2014-2015:  Mbombela United
- 2015-2016:  Magesi
- 2016-2017:  Uthongathi
- 2017-2018:  Maccabi FC SA
- 2018-2019:  JDR Stars
- 2019-2020:  Bizana Pondo Chiefs
- 2020-2021:  Hungry Lions
- 2021-2022:  MM Platinum
- 2022-2023:  Upington City
- 2023-2024:  Highbury